# Naod II d'Éthiopie
Naod II d'Éthiopie (1704-1722) Négus d'Éthiopie du 30 juin au 1er juillet 1708.
Fils de Takla Haïmanot Ier d'Éthiopie il est proclamé le jour de la mort de son père par L'Enderasse Ras Faris. Il est déposé le lendemain par le futur Empereur Yostos en faveur de son grand-oncle Théophilos d'Éthiopie. Il est alors relégué au monastère de Wahni où il est mis à mort le 28 mars 1722 par son oncle Bacaffa d'Éthiopie devenu Négus à son tour.